# Werner Pockrandt
Werner Pockrandt (* 29. Januar 1905 in Selchowhammer, Landkreis Bromberg; †  17. Januar 1988 in Hannover) war ein deutscher Fossiliensammler und Paläontologe.
Pockrandt wuchs im Netzekreis auf dem Land auf. 1919 bis 1925 besuchte er das Lehrerseminar in  Schönlanke und Schwerin an der Warthe und war danach zuerst bis 1929 Hauslehrer und dann an verschiedenen Schulen in Ostpreußen, unter anderem in Königsberg, wo er auch Kreisheimatpfleger war und über Natur- und Heimatkunde für Zeitungen schrieb. Nach Wehrdienst im Zweiten Weltkrieg und Kriegsgefangenschaft war er nach dem Krieg Lehrer in Hannover. Hier begann er auch seit 1960 über Paläontologie besonders von Nordwestdeutschland zu befassen und zu veröffentlichen (ein weiterer Schwerpunkt seiner Veröffentlichungen war die Kaninchenzucht).
1984 erhielt er als Erster die Zittel-Medaille. Er war 1971 Gründer des Arbeitskreises Paläontologie in Hannover (seit 1984 Ehrenmitglied), der der Naturkundeabteilung des Landesmuseums angeschlossen war und eine eigene Zeitschrift herausgibt. Darin veröffentlichten sowohl Amateurpaläontologen als auch Fachwissenschaftler. Er leitete zahlreiche Exkursionen. 1982 erhielt er den Silbernen Ammoniten der Naturkundeabteilung des Niedersächsischen Landesmuseums.
Seine eigene paläontologische Sammlung ging nach seinem Tod an die Universität Hannover (Institut für Geologie und Paläontologie), er stiftete aber zu Lebzeiten auch Museen und Universitäten in Hamburg, München und Gehrden. Von ihm stammen fünf Erstbeschreibungen.